# 瓦讷 (约讷省)
瓦讷（法語：Ouanne，法語發音：[wan]）是法国勃艮第-弗朗什-孔泰大区约讷省的一个市镇，属于欧塞尔区。

## 地理
瓦讷（47°39'43"N, 3°25'6"E）面积38.2 平方千米，位于法国勃艮第-弗朗什-孔泰大區约讷省，该省份为法国中北部内陆省份，西接卢瓦雷省，西北接塞纳-马恩省，南至涅夫勒省，东临科多尔省，东北与奥布省接壤。
与瓦讷接壤的市镇（或旧市镇、城区）包括：迪日、库朗日龙、勒尼、莱维、梅里塞克、瑟芒特龙、莱欧德福泰尔。

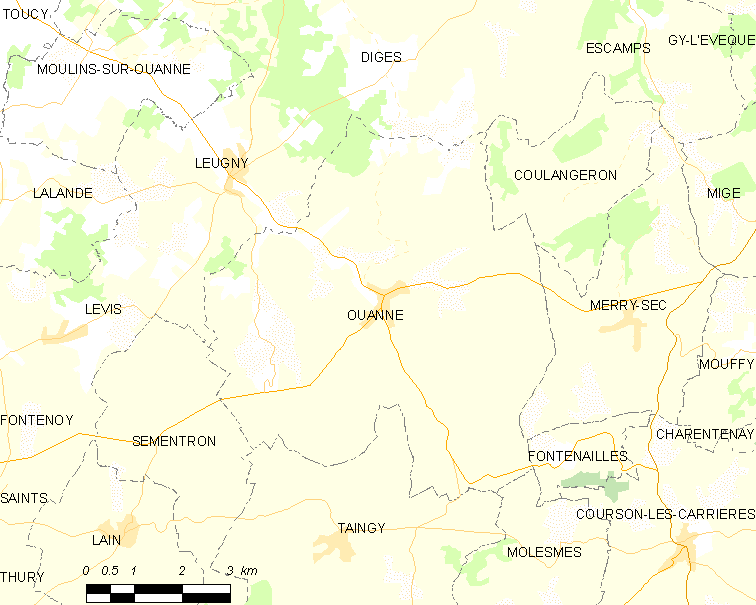
的OSM定位图

瓦讷的时区为UTC+01:00、UTC+02:00（夏令时）。

## 行政
瓦讷的邮政编码为89560，INSEE市镇编码为89283。

## 政治
瓦讷所属的省级选区为万塞勒县。

## 人口

1962-2008年间人口变化图示

瓦讷于2022年1月1日时的人口数量为584人。